# The Go! Team
The Go! Team er et indie/rock-band fra Brighton, Storbritannien.

## Diskografi
- Thunder, ligtning, strike (2004)
- Proof of youth (2007)

| Musikgruppe | Spire Denne artikel om en britisk musikgruppe er en spire som bør udbygges. Du er velkommen til at hjælpe Wikipedia ved at udvide den. |